# 負物質
負物質（英語：Negative matter），是理论物理学的一個概念，指是一種由負粒子（英語：Negative particle）構成具有特殊質量及能量的粒子及物質：其質量及能量的正負值與正常粒子及正常物質相反，例如：−1 kg。照現時我們生存的世界為參照，負粒子及負物質擁有的質量及能量是負數。由於根據相對論質量及能量可互相轉換，負質量（英語：Negative mass）在某種意義上又可以等同負能量（英語：Negative energy）。這種存在會違反現實世界至少一個能量條件，令其出現會顯現某些奇怪的物理特性，
注意這裏的「負粒子及負物質」與「反粒子及反物质」（英語：Antiparticle and Antimatter）是完全不同的概念，負粒子及負物質擁有負質量/負能量，而反粒子及反物質具有正質量/正能量:349。反粒子及反物質與普通粒子及普通物質（意即正粒子及正物質）一樣會被重力場吸引，但另一方面負粒子及負物質不會受重力場吸引，反而會受其排斥:262。
負物質可能擁有一些奇特的特性，如往施力方向的反方向加速。譬如一個慣性質量為負、電荷為正的物體與帶電的普通物質相互作用，它會與帶正電的物體相吸，與帶負電的物質相斥，完全與普通物質間的「同性相斥，異性相吸」相反。這種反常的行為可產生一些不可思議的結果。 
廣義相對論所描述的引力及牛顿运动定律同樣適用於具有正能量值或負能量值的粒子，也就是說亦適用於具有負質量的物質，但並不包括其他基本相互作用力。
物理學家米給爾·阿庫別瑞就曾提出一個阿庫別瑞引擎（或稱曲速引擎），需要由負物質或負能量推動。
儘管與「正常」物質的預期行為不一致，但負質量在數學上是一致的，並且不會違反動量或能量守恆定律。它被用於某些推測理論中，例如人造蟲洞的建造和阿庫別瑞引擎。已知最接近此類奇異物質的真實代表是卡西米爾效應產生的偽負壓密度區域。
負物質仍在搜索階段，但負能量的確是存在的。卡西米爾效應的實驗中，當兩塊金屬片距離遙遠時，能量為零。當它們彼此靠近，我們能從中吸取能量，其時金屬板的能量即為負值:263。
在宇宙學中，有關負物質的東西可以有六個，包括負物質宇宙（負宇宙）、負物質世界（負世界）、負物質時空（負時空）、負物質空間（負空間）、負物質時間（負時間）還有負物質維度（負維度）這樣。

## 時間與能量反轉之箭
在廣義相對論中，宇宙被描述為與愛因斯坦場方程的度量張量解相關的黎曼流形。在這樣的框架下，失控運動禁止負物質的存在。
一些正負宇宙（雙宇宙）雙度量理論認為，可能存在兩個具有相反時間與能量反轉的箭頭（意即存在一個具有正質量/正能量的正粒子及正物質/反粒子及反物質，另一個具有負質量/負能量的負粒子及負物質）的多重宇宙，而不是一個，它們由大爆炸聯繫在一起，僅通過引力相互作用。然後將正負宇宙（雙宇宙）描述為與兩個黎曼度量（一個具有正質量/正能量的正粒子及正物質/反粒子及反物質，另一個具有負質量/負能量的負粒子及負物質）相關的流形。根據群論，共軛度量的物質相對於另一個度量的物質似乎具有相反的質量和時間箭頭（儘管其固有時間仍為正）。耦合度量有自己的測地線，是兩個耦合場方程的解。
耦合度量的負物質通過引力與另一個度量的物質相互作用，可以作為解釋暗物質、暗能量、宇宙膨脹和加速宇宙的另一種候選理論。

## 推測性建議

### 蟲洞
負能量出現在蟲洞的推測理論中，需要它來保持蟲洞開放。蟲洞直接連接兩個在空間和時間上相距任意遠的地方，並且原則上允許它們之間近乎瞬間的旅行。然而，羅傑·彭羅斯等物理學家認為，這樣的想法不切實際，更多的是虛構，而不是推測。

### 曲速引擎
有人提出了利用負能量實現宇宙飛船超光速（FTL）曲速驅動的理論原理。阿庫別瑞引擎以廣義相對論的愛因斯坦場方程解為基礎，其中利用假設的負能量構建時空「氣泡」。然後，通過擴大氣泡後方的空間並收縮氣泡前方的空間來移動氣泡。氣泡可以以任意速度傳播，不受光速的限制。這並不與廣義相對論相矛盾，因為氣泡的內容實際上並沒有在其局部時空中移動。

### 負質量/負能量粒子
推測性的理論研究表明，具有負能量的負粒子與相對論量子理論一致，其中一些注意到與負質量的負粒子和/或時間逆轉的相互關係。

### 負質量/負能量宇宙弦
宇宙弦的標準模型是一種具有角度不足的幾何結構，因此處於張力之下，具有正質量/正能量的正粒子及正物質/反粒子及反物質宇宙弦。1995年，麥特·維瑟等人提出，理論上，宇宙弦也可以存在角度過大的情況，因此張力為負，質量為負，能量為負，粒子為負，物質為負。這種奇異物質弦的穩定性是有問題的；然而，他們認為，如果在早期宇宙中將具有負質量/負能量的負粒子及負物質宇宙弦纏繞在蟲洞、多維宇宙及維度洞周圍，那麼這種蟲洞可以穩定到足以存在於當今，而多維宇宙及維度洞則由具有正質量/正能量的正粒子及正物質/反粒子及反物質的多維宇宙及維度洞變成具有負質量/負能量的負粒子及負物質的多維宇宙及維度洞。